# Italochrysa fulvicornis
Italochrysa fulvicornis är en insektsart som beskrevs av Douglas E. Kimmins 1956. Italochrysa fulvicornis ingår i släktet Italochrysa och familjen guldögonsländor. Inga underarter finns listade i Catalogue of Life.